# 京丹後市立峰山図書館
京丹後市立峰山図書館（きょうたんごしりつみねやまとしょかん）は、京都府京丹後市峰山町にある公共図書館。2016年度（平成28年度）末時点の蔵書数は77,054冊、貸出数は86,401冊。
網野町にある京丹後市立あみの図書館、大宮町にある京丹後市立大宮図書室、丹後町にある京丹後市立丹後図書室、弥栄町にある京丹後市立弥栄図書室、久美浜町にある京丹後市立久美浜図書室とともに京丹後市立図書館を構成している。2016年度末時点の蔵書数は103,722冊のあみの図書館に次いで京丹後市立図書館の中で2番目であり、2016年度の貸出数も123,068冊のあみの図書館に次いで2番目だった。

## 沿革
- 1952年（昭和27年）2月1日 : 中郡峰山町の峰山町役場内に峰山町立図書館が開館。
- 1955年（昭和30年）2月1日 : 丹後震災記念館の2階に移転。
- 1980年（昭和55年）5月1日 : 峰山町中央公民館の3階に移転。
- 2004年（平成16年）4月1日 : 峰山町・大宮町・網野町・丹後町・弥栄町・久美浜町の6町が合併して京丹後市が発足し、京丹後市立峰山図書館に改称。

## 歴史

### 峰山町役場時代(1952-1955)
太平洋戦争後の1947年（昭和22年）秋、京都府中郡峰山町の青年団文化部が一戸一冊の献本運動を行い、リヤカーで町内を回って約2,000冊の図書を集めたうえで、峰山町に対して図書館の設置を要望した。峰山町は1951年（昭和26年）7月31日に公民館事業の一環で図書館の設置事務を開始し、寄贈所の分類や新館の購入などの図書館設置準備を行った。
1952年（昭和27年）2月1日に峰山町役場の一室を改装して峰山町立図書館が開館した。2月20日には図書館条例と図書館規則が制定され、2月1日にさかのぼって適用された。戦後の京都府にできた図書館としては早い時期のものだった。館長は開館時の挨拶で図書館を「個人の希望を無駄なく助長し、援助する最も自由な素質伸張の教育形態」と位置付けている。
開館時の図書室の面積は9坪であり、蔵書734冊が日本十進分類法で配架された。青年団文化部が集めた図書のうち、戦時色の強い図書は取り除かれている。閲覧用の雑誌として、『暮しの手帖』『週刊朝日』『アサヒグラフ』『中央公論』『文藝春秋』『新潮』『婦人朝日』『キネマ旬報』を用意し、また新聞3紙も用意した。1953年（昭和28年）1月2日には閲覧室が改修されて13坪半に拡張された。
なお、峰山町立図書館開館前の1950年（昭和25年）7月には、峰山町の奥丹地方教育局の一室に京都府立図書館峰山地方分館が開館している。地方分館とは各地の公民館や町立図書館に間借りしたものであり、京都府立図書館本館から新刊の供給を受けて、団体を対象に貸出を行った図書館のことである。峰山地方分館には職員1人と図書2,000冊が配置された。奥丹地方教育局は1942年（昭和17年）7月1日に丹後震災記念館に設置されており、1950年5月6日には旧・峰山町立峰山女学校校舎に移転していた。峰山町立図書館が丹後震災記念館に移った直後の1955年（昭和30年）6月1日には、旧・丹波村役場建物に移転している。1956年度（昭和31年度）の蔵書数は4,670冊であり、1956年度には646団体が19,982冊を貸出している。
戦前の京都府北部にあった図書館では、舞鶴市立西図書館（舞鶴市）、福知山市立図書館（福知山市）、宮津市立図書館（宮津市）が戦後も図書館サービスを継続した。戦後には1946年（昭和21年）に舞鶴市立東図書館（舞鶴市）ができ、次いで1950年（昭和25年）に綾部市図書館（綾部市）、1952年に峰山町立図書館、1954年（昭和29年）に大江町図書館（加佐郡大江町）ができている。

### 丹後震災記念館時代(1955-1980)

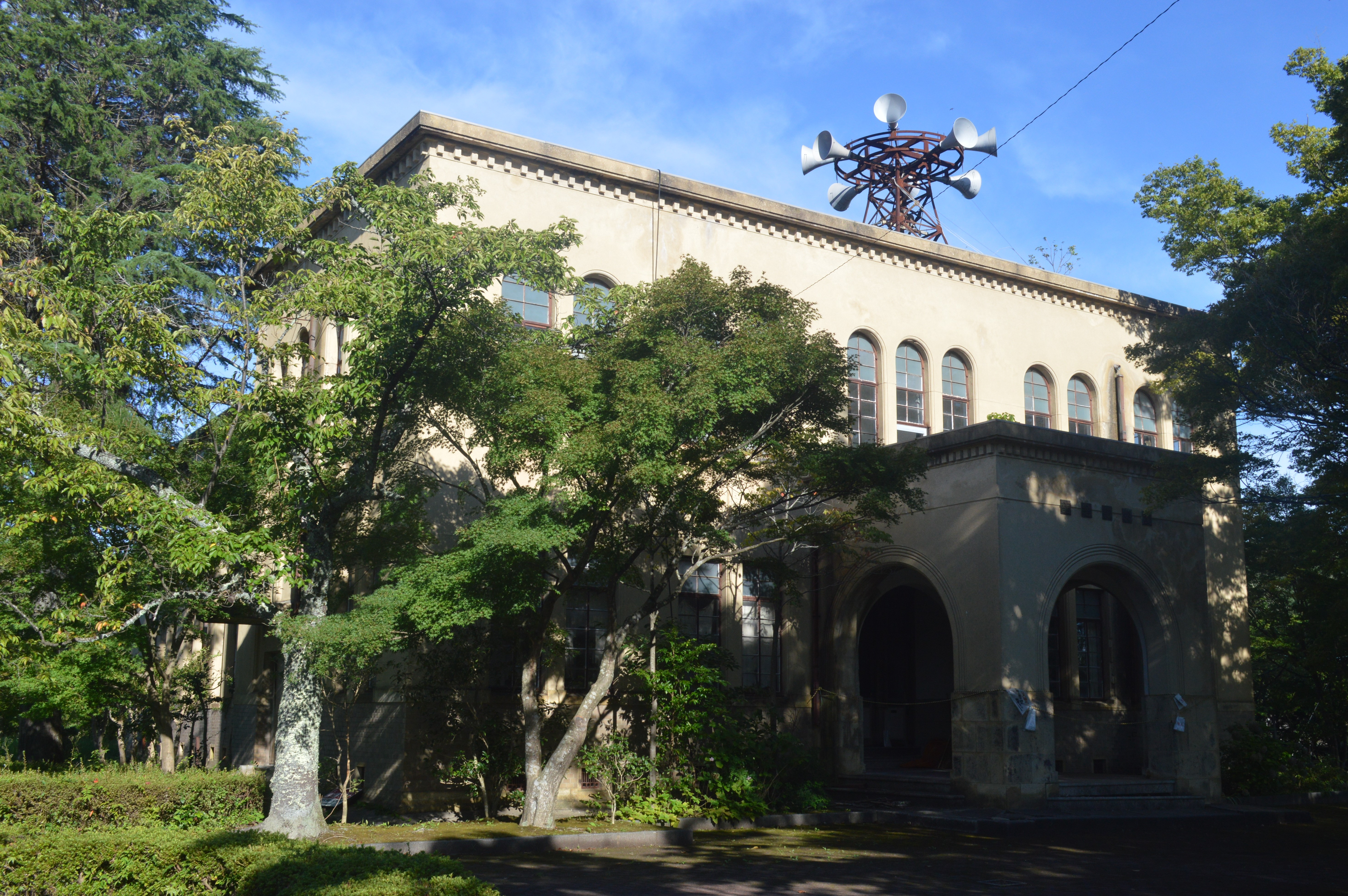
図書館があった丹後震災記念館

1955年（昭和30年）1月1日には旧峰山町・吉原村・五箇村・新山村・丹波村の1町4村が合併して新峰山町が発足。これを機に、同年2月1日には峰山町中央公民館として使用されていた丹後震災記念館に移転した。2階にある14坪と16坪の2室を使用し、それぞれ児童室兼新聞雑誌室と一般成人室として使用した。
移転開館時の蔵書数は3,097冊であり、日本十進分類法によって分類された。閲覧机は7台、閲覧席は50席があり、毎日100人程度の利用者がいた。開館時間は10時から17時であり、休館日は毎週月曜日・祝日・年末年始などだった。貸出登録を行えば館外貸出が可能であり、貸出冊数は1冊まで、貸出期間は1週間だった。
同年3月7日には峰山町立図書館条例および同規則を公布施行し、峰山町立図書館は図書館法における「図書館」となった。1956年（昭和31年）9月1日には五箇地区・長岡地区・新山地区・丹波地区の4地区に対して貸出文庫を開始した。同年には図書館が丹後震災記念館1階の大広間に移動している。1960年（昭和35年）からは毎年「児童・生徒読書感想文コンクール」を開催しており、1969年（昭和44年）からは毎年「夏の読書子供会」を開催している。
1972年（昭和47年）からは毎年丹後地震記念展が開催されている。1973年（昭和48年）11月17日には創立20周年記念懇談会を開催した。1972年には地域資料の収集を開始し、1978年（昭和53年）には日本放送協会(NHK)から北丹後地震の記念16mmフィルムを受領している。

### 地域公民館時代(1980-)

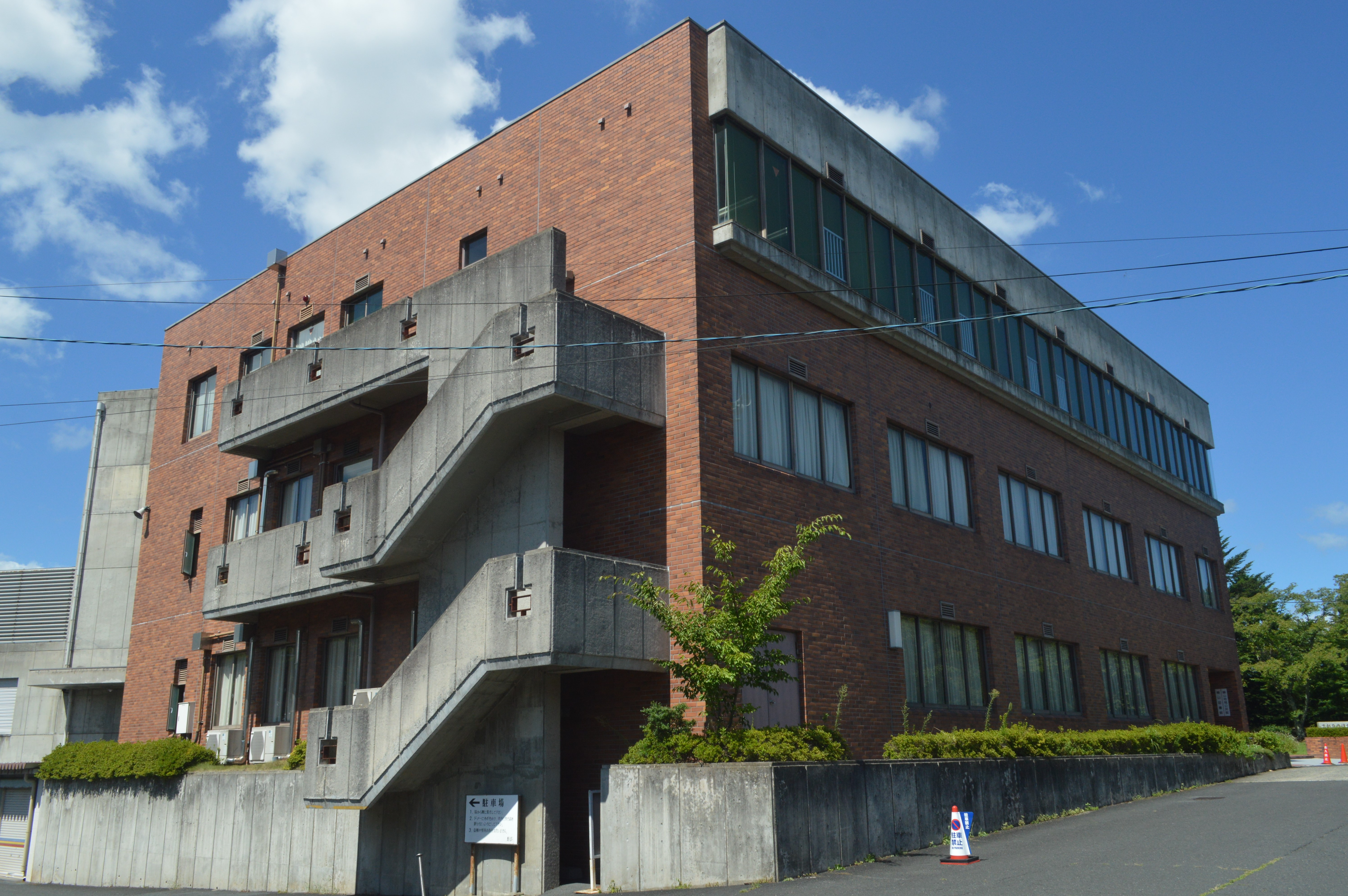
3階に図書館がある京丹後市峰山地域公民館

1979年（昭和54年）2月以降には峰山駅前の高台に総合文化センターの建設が行われ、1980年（昭和55年）5月1日には京都府丹後文化会館に併設された峰山町中央公民館の3階に移転した。開館に先立って4月25日と4月26日には内覧会が行われている。開館時間は9時から17時であり、休館日は日曜日・祝祭日・年末年始などだった。移転後もしばらくは利用者登録時に保証人や印鑑を必要とし、また貸出手続きは他の図書館と比べて面倒だった。
同時期の京都府では、1963年（昭和38年）の綾部市図書館、1968年（昭和43年）の舞鶴市立西図書館、1971年（昭和46年）の大江町図書館、1972年（昭和47年）の福知山市立図書館、1974年（昭和49年）の田辺町立図書館（綴喜郡田辺町）、1974年の園部町立図書館（船井郡園部町）、1980年の峰山町立図書館、1980年の城陽市立図書館（城陽市）と、市民会館や市民センターなどとの複合施設として建設される図書館が過半数を占めていた。なお、京都府立図書館峰山地方分館も峰山町立図書館と同一フロアに移転しており、話題性ある図書などをそろえて峰山町立図書館との差別化を図っていた。
移転開館に合わせて専任館長と図書館司書を配置している。開館直後の6月時点の蔵書数は約18,000冊であり、『京都の図書館白書1982』は「山間部の図書館としては、歴史・文学・芸術の分野ではかなり充実している」と評価している。1981年度（昭和56年度）の貸出冊数は16,670冊であり、利用者の大半が児童・生徒だったという。社会人の利用を促進するため、1981年（昭和56年）8月には毎週水曜日のみ閉館時間を2時間遅らせて19時とする開館時間延長を開始し、サラリーマンや中学生の利用者が増加した。1982年（昭和57年）3月には毎週水曜日に幼児コーナーで読み聞かせ会を開始した。
1982年（昭和57年）の蔵書数は20,428冊だったが、同時期の峰山町の人口は14,729人であり、1人あたり蔵書数は1.36冊、1人あたり貸出数は1.15冊だった。1982年からは毎年「母と子の読書サークル」を行っている。1986年（昭和61年）には峰山町に本社を置く日進製作所から、自社の40周年を記念して図書館充実のための資金1000万円を寄贈された。
1991年（平成3年）8月3日には京都府丹後文化会館で開館40周年記念行事を開催し、同年8月7日には1,000冊を搭載できるトヨタ・ダイナBU70を用いて移動図書館車「はごろも」の運行を開始した。車両名は峰山町に伝わる羽衣伝説に因んでいる。4コース16ステーションが設定され、各ステーションを2週間に一度の頻度で巡回した。1992年（平成4年）時点の蔵書数は28,850冊であり、うち児童書は7,590冊、郷土・行政資料は2,097冊だった。貸出数は本館が31,203冊であり、移動図書館が9,608冊だった。計40,811冊のうち児童による貸出は71%の29,176冊を占めていた。1995年（平成7年）4月9日からは1961年（昭和36年）からやめていた日曜開館を再開し、最初の日曜日には平日の約3倍の利用者がいた。同年時点では約3万3000冊の蔵書を有し、京都府内の自治体史などを所蔵しているのが特色だった。1997年（平成9年）3月31日には京都府立図書館峰山地方分館が閉館し、6月1日には閲覧図書を譲り受けている。1998年（平成10年）3月には再び日進製作所から図書館充実のための資金1000万円を寄贈された。
1999年（平成11年）までは手書きのカードで館外貸出や蔵書の管理を行っていたが、1997年（平成9年）9月から電算化のために蔵書へのバーコードの貼付を開始した。1999年（平成11年）6月24日には電算化のための長期休館に入り、7月8日には検索や貸出などにコンピュータを導入してリニューアル開館した。これによって利用者カード1枚で館外貸出が可能となり、検索用コンピュータ端末では在庫や貸出状況が容易に判断できるようになった。同時点の蔵書数は約4万冊であり、北丹地域6町の中では最多だった。高さや大きさがまちまちだった書架は新規に購入した木製書架で統一され、畳を敷いた幼児コーナーが新設された。2002年（平成14年）8月には開館50周年記念行事「夏休み昆虫教室」を開催し、2003年（平成15年）3月には記念展示「峰山町立図書館50年のあゆみ」を開催した。2004年（平成16年）3月には移動図書館車「はごろも」の運行を終了した。
2004年（平成16年）4月1日には峰山町など6町が合併して京丹後市が発足し、京丹後市立峰山図書館に改称した。合併した2004年度末時点の蔵書数は50,588冊であり、京丹後市立図書館の中では68,126冊のあみの図書館に次いで2番目だった。2008年（平成20年）7月には京丹後市の全図書館・図書室の図書館システムの統合が完了した。2008年度には貸出数（104,597冊）が初めて10万冊を超え、2009年度にはピークの109,300冊に達した。

## 特色

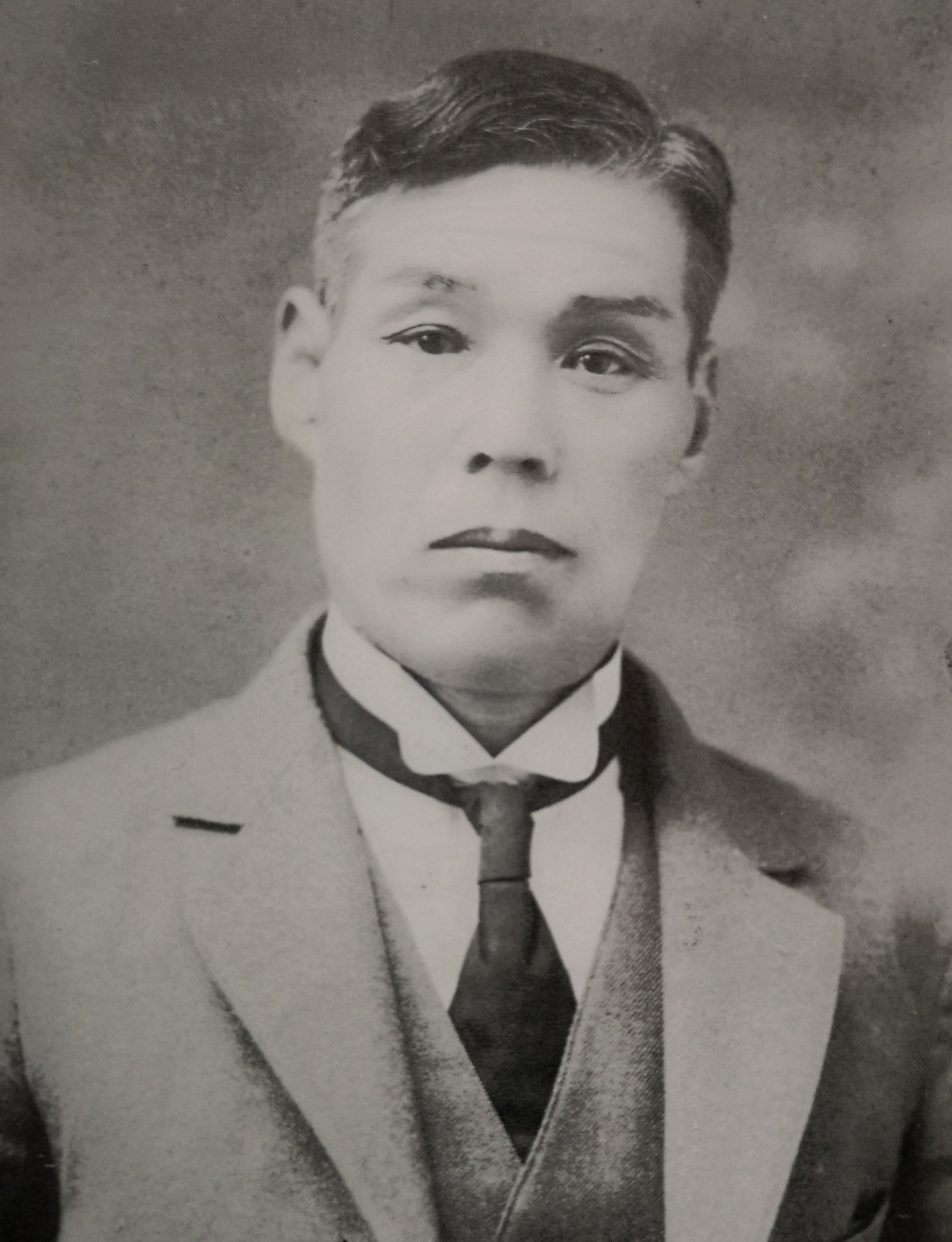
永浜宇平

読み聞かせなど子どもの読書を推進している。

### 郷土資料・永浜文庫
丹後の歴史や北丹後地震に関連する資料を多数所蔵している。開館した1952年（昭和27年）から新聞記事のスクラップブックを作成し続けている。1987年（昭和62年）からは毎年11月に発行された新聞折込チラシを収集している。
中郡三重村出身の郷土史家である永浜宇平が収集した資料114点を永浜文庫コレクションとして所蔵し、『三重郷土志』、『丹後資料叢書』、『丹後郷土史料集』などがある。郷土資料は1947年（昭和22年）に永浜文庫として登録されたこれら書籍群のほか、宇平が晩年に編纂した『峰山町誌』直筆原稿や町誌編纂のために収集された史料、震災関連資料の一群に含まれる宇平直筆の地図や宇平に宛てて寄贈された抜刷群、その他蔵書登録されずに郷土資料室内に散在する資料群の4群で構成されている。

## 立地・施設

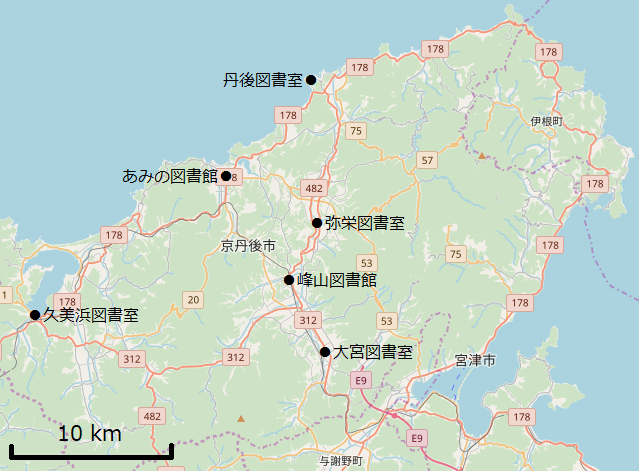
京丹後市にある図書館・図書室

京都丹後鉄道宮豊線峰山駅から徒歩5分、京都府丹後文化会館に併設された峰山地域公民館の3階にある。丹後地方の歴史や北丹後地震に関する地域資料を収集しており、永浜文庫などの貴重資料も所蔵している。峰山町の中心市街地からやや外れた高台に位置しており、東面する窓からは小原山、依遅ヶ尾山、金剛童子山、成相寺がある鼓ケ岳などを眺望することができる。1980年（昭和55年）の開館時から建物には障害者用トイレ、エレベーター、点字ブロック、点字案内板などが設置されている。

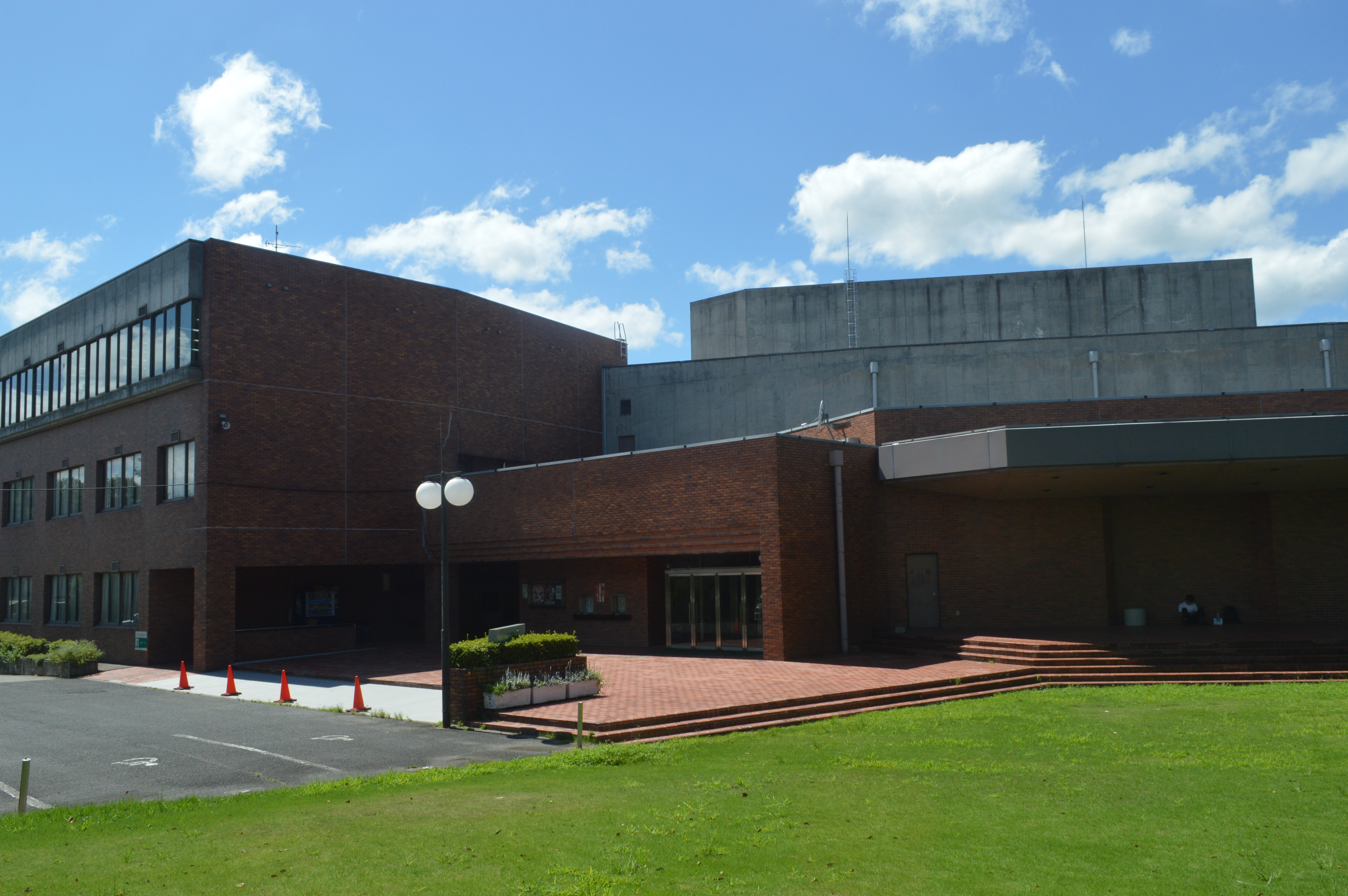
峰山地域公民館（左）と京都府丹後文化会館（右）
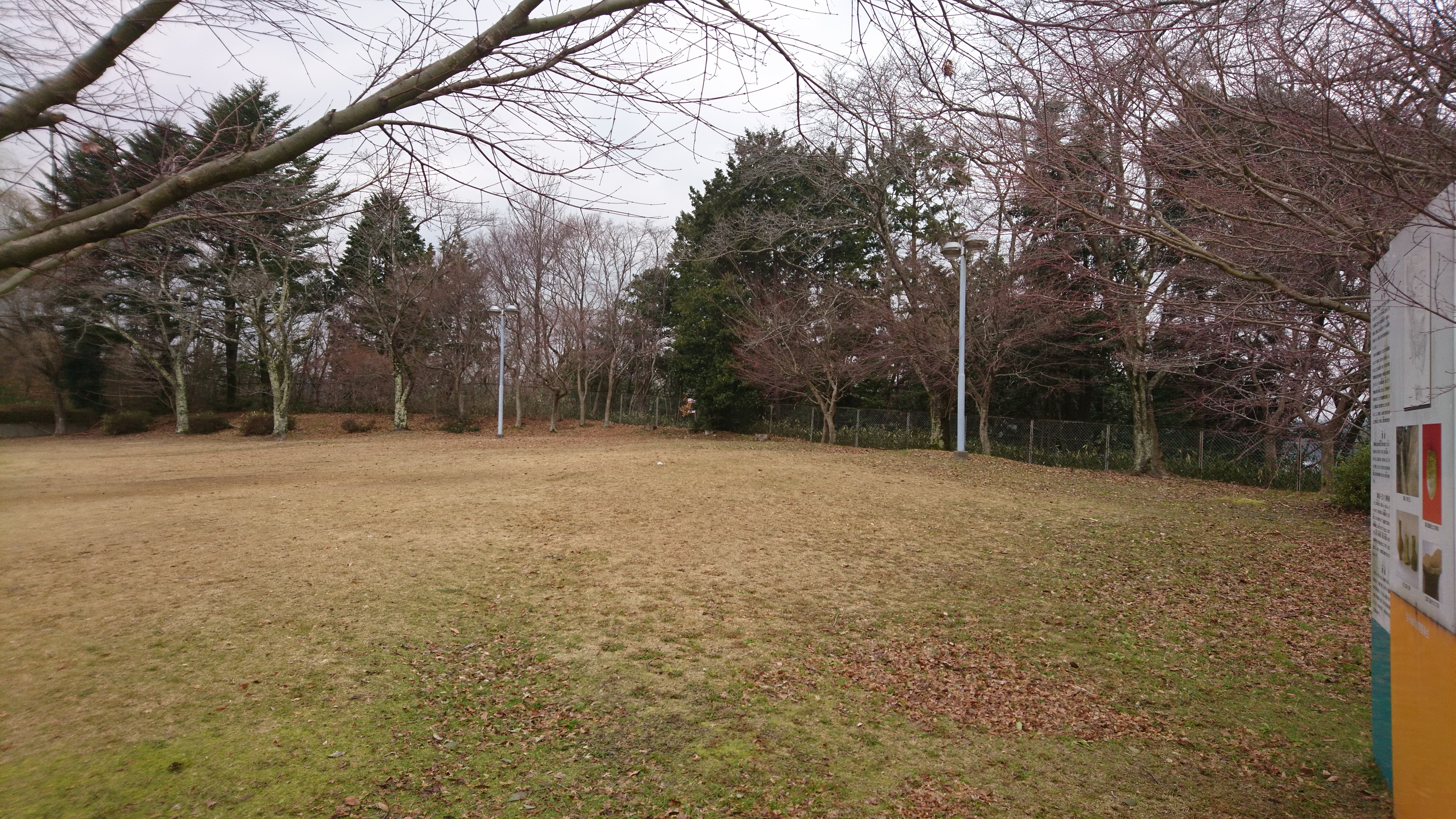
同一敷地内にある扇谷遺跡
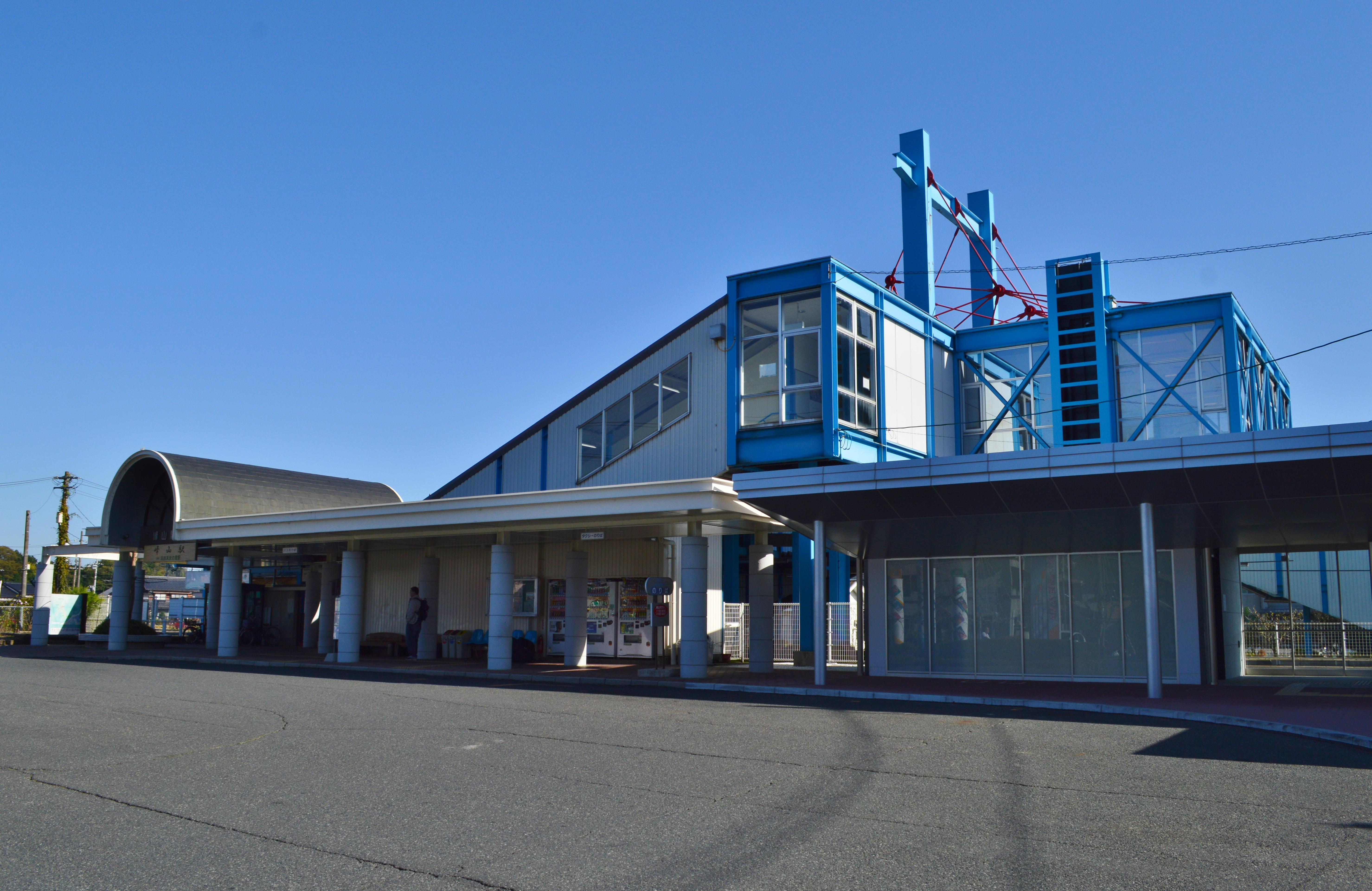
京都丹後鉄道宮豊線峰山駅